# (36048) 1999 RR17
1999 RR17 (asteroide 36048) é um asteroide da cintura principal. Possui uma excentricidade de 0.09009360 e uma inclinação de 7.98051º.
Este asteroide foi descoberto no dia 7 de setembro de 1999 por LINEAR em Socorro.